# Stanislav Moskvín
Stanislav Vasílievich Moskvín –en ruso, Станислав Васильевич Москвин– (Leningrado, 19 de enero de 1939) es un deportista soviético que compitió en ciclismo en la modalidad de pista, especialista en la prueba de persecución por equipos.
Participó en tres Juegos Olímpicos de Verano, obteniendo una medalla de bronce en Roma 1960, en la prueba de persecución por equipos (junto con Viktor Romanov, Leonid Kolumbet y Arnold Belgardt), el quinto lugar en Tokio 1964, tanto en persecución individual como por equipos, y el cuarto lugar en México 1968, en persecución por equipos.
Ganó diez medallas en el Campeonato Mundial de Ciclismo en Pista entre los años 1962 y 1970.

## Medallero internacional
| Juegos Olímpicos   | Juegos Olímpicos          | Juegos Olímpicos  | Juegos Olímpicos            |
| Año                | Lugar                     | Medalla           | Competición                 |
| ------------------ | ------------------------- | ----------------- | --------------------------- |
| 1960               | Roma ( Italia)            | Medalla de bronce | Persecución por equipos     |
| Campeonato Mundial |                           |                   |                             |
| Año                | Lugar                     | Medalla           | Competición                 |
| 1962               | Milán ( Italia)           | Medalla de bronce | Persecución por equipos (A) |
| 1963               | Rocourt ( Bélgica)        | Medalla de oro    | Persecución por equipos (A) |
| 1963               | Rocourt ( Bélgica)        | Medalla de plata  | Persecución individual (A)  |
| 1964               | París ( Francia)          | Medalla de bronce | Persecución por equipos (A) |
| 1965               | San Sebastián ( España)   | Medalla de oro    | Persecución por equipos (A) |
| 1965               | San Sebastián ( España)   | Medalla de plata  | Persecución individual (A)  |
| 1966               | Fráncfort ( RFA)          | Medalla de bronce | Persecución por equipos (A) |
| 1967               | Ámsterdam ( Países Bajos) | Medalla de oro    | Persecución por equipos (A) |
| 1969               | Brno ( Checoslovaquia)    | Medalla de oro    | Persecución por equipos (A) |
| 1970               | Leicester ( Reino Unido)  | Medalla de bronce | Persecución por equipos (A) |